# Ene Ergma
Ena Ergma (29 de febrer de 1944, Rakvere) és una científica i política estoniana. Va ser membre del Riigikogu (parlament d'Estònia). Era membre d'Unió Pro Pàtria i Res Pública (Erakond Isamaa ja Res Publica Liit), i abans que aquest es formés per la unió de dos partits, ho va ser d'un d'ells: Partit Res Pública. L'1 de juny de 2016 va anunciar la seua dimissió degut a que, segons ella, el partit havia perdut la seua identitat i havia pres un gir populista.

## Educació i carrera científica
Ergma es va graduar cum laude en astronomia i es va doctorar en Física i Matemàtiques per la Universitat Estatal de Moscou, i va rebre un doctorat en ciències per l'Institut de Recerca Espacial a Moscou. Abans de dedicar-se a la política va treballar com a professora d'astronomia a la Universitat de Tartu des de 1988. El 1994 va ser triada membre de l'Acadèmia de Ciències d'Estònia. La major part de la seua recerca l'ha realitzada sobre l'evolució de les estrelles compactes (com a estelles de neutrons i nans blancs) i sobre esclats de raigs gamma.

## Carrera política
Des de març de 2003 fins a març de 2006, Ergma va ser Presidenta del Riigikogu. Entre març de 2006 i abril de 2007 va ser la segona vicepresidenta del Parlament, i el 2 d'abril va ser reelegida com a Presidenta, lloc que va ocupar fins al 14 de març de 2014.
Ergma va ser l'única candidata en la primera votació per a les eleccions presidencials d'Estònia de 2006 en el Riigikogu del 28 d'agost. Va obtindre 65 vots, tres menys dels dos terços necessaris.
També es va presentar per presidir la Universitat de Tartu, però no va ser triada. Per al lloc va competir amb Volli Kalm i Birute Klaas.
És la presidenta del Comitè de Recerca Espacial del Riigikogu.